# ایست کلیف هال
ایست کلیف هال (به انگلیسی: Eastcliffe Hall) یک کشتی است که طول آن ۳۴۲٫۵ فوت (۱۰۴٫۳۹ متر) می‌باشد. این کشتی در سال ۱۹۵۴ ساخته شد.